# 親父がくれた秘密〜下荒井5兄弟の帰郷〜
『親父がくれた秘密〜下荒井5兄弟の帰郷～』（おやじがくれたひみつ〜しもあらい5きょうだいのききょう〜）は、2012年9月12日に放送された、テレビ東京のスペシャルドラマ。原作は大泉洋。主演は大森南朋。

## 概要
大泉洋が脚本・演出を担当し、2009年に日本全国行われた、演劇ユニットTEAM NACSの舞台「TEAM NACS第13回公演 『下荒井兄弟のスプリング、ハズ、カム。』」を原作としている。話は原作の大まかな設定を残し、残りはオリジナルの脚本になっている。
2012年9月のギャラクシー賞月間賞を受賞。
2013年1月にDVDが発売された。

## 放送時間
水曜21:00 - 23:08（JST）
- 21:00 - 22:48は当時『水曜ミステリー9』枠であるが、本作は『水曜ミステリー9』扱いはされなかった。

## 原作との相違点
- 原作では父・秦助の没後10年後を舞台としているが、ドラマでは没後12年後（十三回忌）を舞台としている[3][4]。
- 父・秦助と長男・大造は、原作ではギター教室の経営者だが、ドラマでは瓦屋の経営者である[4]。
- 三男・剛助は、原作では芸能事務所の経営者だが、ドラマでは映画制作会社の経営者である[3][4]。
- 五男は、原作での名前は「修一」であり、大手楽器メーカーに就職しているが、ドラマでの名前は「修」であり、大手生命保険会社に就職している[4][3]。また、五男の婚約者は、原作での名前は「城ヶ崎郁代」だが、ドラマでの名前は「片山郁代」である[3]。

## キャスト
役名の隣の括弧は、原作「TEAM NACS第13回公演 『下荒井兄弟のスプリング、ハズ、カム。』」でのキャスト。原作でのキャストの記載のない役はドラマオリジナル。

### 下荒井家
下荒井剛助（安田顕）
演 - 大森南朋
下荒井家の三男。映画制作会社の社長・プロデューサー。
下荒井佳代（戸次重幸）
演 - 長谷川京子
剛助の妻。元女優。
下荒井朋子
演 - 布施柚乃
剛助の娘。中学1年生。
下荒井秦助
演 - 橋爪功
剛助の父親。「下荒井瓦店」を営んでいた。13年前に死亡。
下荒井大造（森崎博之）
演 - ユースケ・サンタマリア
下荒井家の長男。父の跡を継ぎ「下荒井瓦店」を営む。独身。
下荒井大洋（音尾琢真）
演 - 小澤征悦
下荒井家の次男。10代のときに家出をする。詐欺罪で逮捕される。
下荒井健二（大泉洋）
演 - 高良健吾
下荒井家の四男。家に引きこもる。
下荒井修（戸次重幸）
演 - 永山絢斗
下荒井家の五男。東京の生命保険会社で働く。

### その他
片山郁代（音尾琢真）
演 - 佐津川愛美
修の婚約者。父は銀行の頭取。
佐山陽子
演 - 奥山佳恵
剛助の元恋人。
川崎敦子
演 - 須藤理彩
兄弟の幼なじみ。クリーニング店を経営。
山崎きぬ
演 - 立石涼子
立花紀子
演 - 吉行和子
近所のおばちゃん。「下荒井瓦店」の事務員。
瀬戸内源公
演 - 大泉洋（特別出演/原作も担当）
下荒井家の菩提寺の住職。

## スタッフ
- 原作:大泉洋（TEAM NACS）「TEAM NACS第13回公演 『下荒井兄弟のスプリング、ハズ、カム。』」
- 監督:深川栄洋
- 脚本:山咲藍
- 音楽:兼松衆・大間々昂
- 録音:石井浩一
- 照明:椎原教貴
- 録音:林大輔
- 美術:黒瀧きみえ
- 装飾:石渡由美
- スタイリスト:浜井貴子
- ヘアメイク:鷲田知樹
- 助監督:菅原丈雄
- 編集:坂東直哉
- プロデューサー:安田邦弘（ラインP）・小川治（チーフP）・浅野太・平体雄二・藤田大輔
- 特別協力：アミューズ・クリエイティブオフィスキュー
- 製作:テレビ東京・スタジオブルー

## 放送局
| 放送対象地域   | 放送局                | 系列           | 放送日        | 放送時間                       |
| -------------- | --------------------- | -------------- | ------------- | ------------------------------ |
| 関東広域圏     | テレビ東京 （制作局） | テレビ東京系列 | 2012年9月12日 | 21時 - 23時08分 （同時ネット） |
| 大阪府         | テレビ大阪            | テレビ東京系列 | 2012年9月12日 | 21時 - 23時08分 （同時ネット） |
| 愛知県         | テレビ愛知            | テレビ東京系列 | 2012年9月12日 | 21時 - 23時08分 （同時ネット） |
| 北海道         | テレビ北海道          | テレビ東京系列 | 2012年9月12日 | 21時 - 23時08分 （同時ネット） |
| 岡山県・香川県 | テレビせとうち        | テレビ東京系列 | 2012年9月12日 | 21時 - 23時08分 （同時ネット） |
| 福岡県         | TVQ九州放送           | テレビ東京系列 | 2012年9月12日 | 21時 - 23時08分 （同時ネット） |
| 滋賀県         | びわ湖放送            | 独立局         | 2012年9月12日 | 21時 - 23時08分 （同時ネット） |
| 岐阜県         | 岐阜放送              | 独立局         | 2012年9月12日 | 21時 - 23時08分 （同時ネット） |
| 奈良県         | 奈良テレビ放送        | 独立局         | 2012年9月12日 | 21時 - 23時08分 （同時ネット） |
| 和歌山県       | テレビ和歌山          | 独立局         | 2012年9月28日 | 20時 - （遅れネット）          |